# بيت الوحيشي (الرياشية)

تعديل مصدري - تعديل

بيت الوحيشي هي إحدى قرى عزلة ثمن الرياشية بمديرية الرياشية التابعة لمحافظة البيضاء، بلغ تعداد سكانها 735 نسمة حسب تعداد اليمن لعام 2004.